# Пуэрто-Бояка
Пуэрто-Бояка (исп. Puerto Boyacá) — город и муниципалитет в центральной части Колумбии, на территории департамента Бояка. Административный центр Специальной зоны Манехо.

## История
Город был основан 14 декабря 1957 года.

## Географическое положение

Муниципалитет Пуэрто-Бояка

Город расположен в западной части департамента, на правом берегу реки Магдалена, на расстоянии приблизительно 141 километра к северо-западу от города Тунха, административного центра департамента. Абсолютная высота — 252 метра над уровнем моря.
Муниципалитет Пуэрто-Бояка граничит на юго-востоке с территорией муниципалитета Отанче, на севере и востоке — с территорией департамента Сантандер, на западе — с территорией департамента Антьокия, на юго-западе — с территорией департамента Кальдас, на юге — с территорией департамента Кундинамарка. Площадь муниципалитета составляет 1472 км².

## Население
По данным Национального административного департамента статистики Колумбии, совокупная численность населения города и муниципалитета в 2015 году составляла 55 286 человек.
Динамика численности населения муниципалитета по годам:
| 2005   | 2006   | 2007   | 2008   | 2009   | 2010   | 2011   | 2012   | 2013   | 2014   | 2015   |
| ------ | ------ | ------ | ------ | ------ | ------ | ------ | ------ | ------ | ------ | ------ |
| 50 301 | 50 902 | 51 462 | 52 000 | 52 507 | 52 992 | 53 482 | 53 935 | 54 391 | 54 838 | 55 286 |

Согласно данным переписи 2005 года мужчины составляли 50,1 % от населения Пуэрто-Бояки, женщины — соответственно 49,9 %. В расовом отношении белые и метисы составляли 92,9 % от населения города; негры, мулаты и райсальцы — 6,7 %; индейцы — 0,4 %.
Уровень грамотности среди всего населения составлял 82,9 %.

## Экономика
Основу экономики Пуэрто-Бояки составляют сельское хозяйство, рыболовство и нефтедобыча.

58,1 % от общего числа городских и муниципальных предприятий составляют предприятия торговой сферы, 37,5 % — предприятия сферы обслуживания, 3,6 % — промышленные предприятия, 0,8 % — предприятия иных отраслей экономики.

## Транспорт
К востоку от города проходит национальное шоссе № 45 (исп. Ruta Nacional 45).